# Critoniinae
Critoniinae je podtribus glavočika,  dio tribusa Eupatorieae. Postoje 42 roda Tipični rod Critonia raširen je po tropskoj Americi.

## Rodovi
1. Critonia P. Browne (40 spp.)
2. Adenocritonia R.M.King & H.Rob.
3. Antillia R. M. King & H. Rob. (1 sp.)
4. Ciceronia Urb. (1 sp.)
5. Eupatorina R. M. King & H. Rob. (1 sp.)
6. Fleischmanniopsis R. M. King & H. Rob. (3 spp.)
7. Koanophyllon Arruda (127 spp.)
8. Eupatoriastrum Greenm. (7 spp.)
9. Sphaereupatorium (O. Hoffm.) Kuntze ex B. L. Rob. (1 sp.)
10. Bishovia R. M. King & H. Rob. (2 spp.)
11. Nothobaccharis R. M. King & H. Rob. (1 sp.)
12. Santosia R. M. King & H. Rob. (1 sp.)
13. Grisebachianthus R. M. King & H. Rob. (7 spp.)
14. Lorentzianthus R. M. King & H. Rob. (1 sp.)
15. Chacoa R. M. King & H. Rob. (1 sp.)
16. Idiothamnus R. M. King & H. Rob. (4 spp.)
17. Peteravenia R. M. King & H. Rob. (5 spp.)
18. Critoniella R. M. King & H. Rob. (6 spp.)
19. Aristeguietia R. M. King & H. Rob. (21 spp.)
20. Asplundianthus R. M. King & H. Rob. (11 spp.)
21. Austrocritonia R. M. King & H. Rob. (4 spp.)
22. Badilloa R. M. King & H. Rob. (11 spp.)
23. Grosvenoria R. M. King & H. Rob. (6 spp.)
24. Corethamnium R. M. King & H. Rob. (1 sp.)
25. Castanedia R. M. King & H. Rob. (1 sp.)
26. Imeria R. M. King & H. Rob. (1 sp.)
27. Hughesia R. M. King & H. Rob. (1 sp.)
28. Cronquistianthus R. M. King & H. Rob. (23 spp.)
29. Steyermarkina R. M. King & H. Rob. (4 spp.)
30. Uleophytum Hieron. (1 sp.)
31. Amboroa Cabrera (2 spp.)
32. Tuberostylis Steetz (2 spp.)
33. Ascidiogyne Cuatrec. (2 spp.)
34. Ellenbergia Cuatrec. (1 sp.)
35. Paneroa E. E. Schill. (1 sp.)
36. Phania DC. (3 spp.)
37. Phalacraea DC. (4 spp.)
38. Guevaria R. M. King & H. Rob. (5 spp.)
39. Ferreyrella S. F. Blake (2 spp.)
40. Nesomia B. L. Turner (1 sp.)
41. Piqueriella R. M. King & H. Rob. (1 sp.)
42. Macvaughiella R. M. King & H. Rob. (3 spp.)
43. Microspermum Lag. (8 spp.)